# Parafia św. Papieża Jana XXIII w Łodzi
Parafia pw. Świętego Papieża Jana XXIII w Łodzi – parafia rzymskokatolicka znajdująca się w archidiecezji łódzkiej w dekanacie Łódź-Olechów. Mieści się przy Alei Hetmańskiej.

## Historia parafii
Parafia została erygowana w 2000 roku. Podczas odpustu, w dniu 11 października, abp Władysław Ziółek poświęcił ponadto krzyż na placu w nowej erygowanej przez siebie parafii. Początkowo msze odprawiano w tymczasowej kaplicy. 
W latach 2008–2011 trwały prace nad wznoszeniem świątyni parafialnej. Dnia 10 września 2011 abp Władysław Ziółek uroczyście pobłogosławił i otworzył nową świątynię. Nadal trwają prace wykończeniowe wewnątrz kościoła.

## Msze święte
w niedziele

8.30, 10.00, 11.30, 13.00, 18.00 (wrzesień-czerwiec)

8.30, 11.30, 20.00 (lipiec-sierpień)
w święta

9.00, 17.00, 18.00

## Kapłani
Proboszcz
- ks. kan. Wojciech Anglart

Wikariusz
- ks. Jacek Marciniak
- Byli Księża:
- ks. Tomasz Król

## Ulice
Oleńki Billewiczówny, Jagienki, Juranda ze Spychowa, Ketlinga, Rocha Kowalskiego, Kmicica, Maćka z Bogdańca, Longinusa Podbipięty, Jana Skrzetuskiego, Zagłoby, Zbyszka z Bogdańca, Rokicińska, Borowieckiego, Bauma, Welta.

## Grupy religijne
Żywa Róża, Schola dziecięca, Chór, Asysta parafialna, Liturgiczna Służba Ołtarza, Stowarzyszenie Rodzin Katolickich.